# Torre de Cala Mesquida
La Torre de Cala Mesquida, o Torre de sa Mesquida, és una torre de guaita del tipus torre Martello, que està situada sobre una roca al mig de la badia de la Cala Mesquida a Menorca. Va ser construïda entre 1799 i 1802 pels anglesos. Per dins encara es conserva l'escala de caragol, encastada en el mur de la torre. Des de 1980 la torre i el recinte són de propietat particular.
Presenta un matacà molt ampliat i reforçat, que sobrepassa l'altura del parapet de la terrassa, per tal de protegir-la d'un atac pel costat terrestre, cosa que la distingeix de les altres torres Martello.
El 2021 el Consell Insular de Menorca va concedir una subvenció de 10.000 € a la propietat de la torre per a la seva restauració.